# Ischnochiton poppei
Ischnochiton poppei är en blötdjursart som beskrevs av Kaas och Van Belle 1994. Ischnochiton poppei ingår i släktet Ischnochiton och familjen Ischnochitonidae. Inga underarter finns listade i Catalogue of Life.